# Vincenzo Alberto Annese
Vincenzo Alberto Annese (* 22. September 1984 in Bisceglie) ist ein italienischer Fußballtrainer und seit 2019 Nationaltrainer von Belize.

## Karriere
Annese ist ein UEFA-Pro-Lizenz Trainer, wodurch er Mannschaften in den höchsten Spielklassen trainieren kann. Er hat Erfahrungen als Jugendtrainer in italienischen Fußballakademien und Vereinen gesammelt (hauptsächlich bei den großen namhaften italienischen Teams) sowie auch international als Cheftrainer bei verschiedenen Herrenmannschaften.
Annese begann seine Karriere als professioneller Cheftrainer bei der Jugendmannschaft von SSD Fidelis Andria 2018 (von 2010 bis 2012). Er wurde zum Trainer in der italienischen 3. Liga, Lega Pro Prima Divisione befördert, danach ging es weiter bei Foggia Calcio 2013–2014 Lega Pro Prima Divisione.
Seitdem war Annese Cheftrainer in vielen Ländern auf höchster Ebene, darunter Lettland, Estland, Ghana, Baaleschdi, Indonesien, Kosovo und in Armenien. Er war taktischer/technischer Trainer der Junioren-Nationalmannschaften Armenische Fußballnationalmannschaft (U-19-Junioren) (U-14, U-15, U-16,U-17, U-19) im armenischen Fußballverband.
Seit Juni 2019 ist er Nationaltrainer der Belizischen Nationalmannschaft und spielt mit ihr in der CONCACAF Nations League B, Gruppe A. Bei seinem Amtsantritt lag Belize auf Platz 166 der FIFA-Weltrangliste. Sein Co-Trainer ist der aus Belize stammende Charlie Slusher.